# عمر كوروما
عمر كوروما (بالإنجليزية: Omar Koroma)‏ هو لاعب كرة قدم غامبي في مركز الهجوم، ولد في 22 أكتوبر 1989 في بانجول في غامبيا. شارك مع منتخب غامبيا لكرة القدم. أما مع النوادي، فقد لعب مع دولويتش هاملت وفوريست غرين ونادي بورتسموث ونورويتش سيتي.

## وصلات خارجية
- عمر كوروما على موقع الاتحاد الدولي (مؤرشف)  (الإنجليزية)
- عمر كوروما على موقع قاعدة بيانات كرة القدم.إي يو (الإنجليزية)
- عمر كوروما على موقع ناشيونال فوتبول تيمز (الإنجليزية)
- عمر كوروما على موقع Soccerbase.com (لاعب) (الإنجليزية)
- عمر كوروما على موقع Soccerway.com (الإنجليزية)
- عمر كوروما على موقع عالم كرة القدم.نت (الإنجليزية)